# David Millar
David Millar (Mtarfa, 4 gennaio 1977) è un ex ciclista su strada e pistard britannico, professionista dal 1997 al 2014, vincitore di due medaglie d'argento a cronometro ai mondiali su strada.

## Carriera
Nato a Malta (paese che ha rappresentato nei Giochi dei piccoli stati d'Europa del 2001, conquistando la medaglia d'oro nella prova a cronometro su strada) ma cresciuto tra Scozia, Inghilterra e Hong Kong, passò professionista nel 1997 con la Cofidis, squadra francese. Mostrò subito di avere ottime doti sul passo e conquistò una notevole fama nelle prove a cronometro fin dal Tour de l'Avenir, gara per Under-23, dove ottenne la sua prima vittoria.
Negli anni successivi riuscì a cogliere diversi importanti successi, tra i quali la vittoria nel prologo del Tour de France 2000, alla prima partecipazione assoluta (indossò anche per tre giorni la maglia gialla, quarto britannico a riuscirvi dopo Tom Simpson, Sean Yates e Chris Boardman), la medaglia d'argento a cronometro ai campionati del mondo di Lisbona nel 2001, la tappa di Béziers al Tour de France 2002, la cronometro con arrivo a Nantes al Tour de France 2003, la tappa di Cordova alla Vuelta a España 2003 e il titolo mondiale a cronometro al campionato mondiale di Hamilton nello stesso anno.

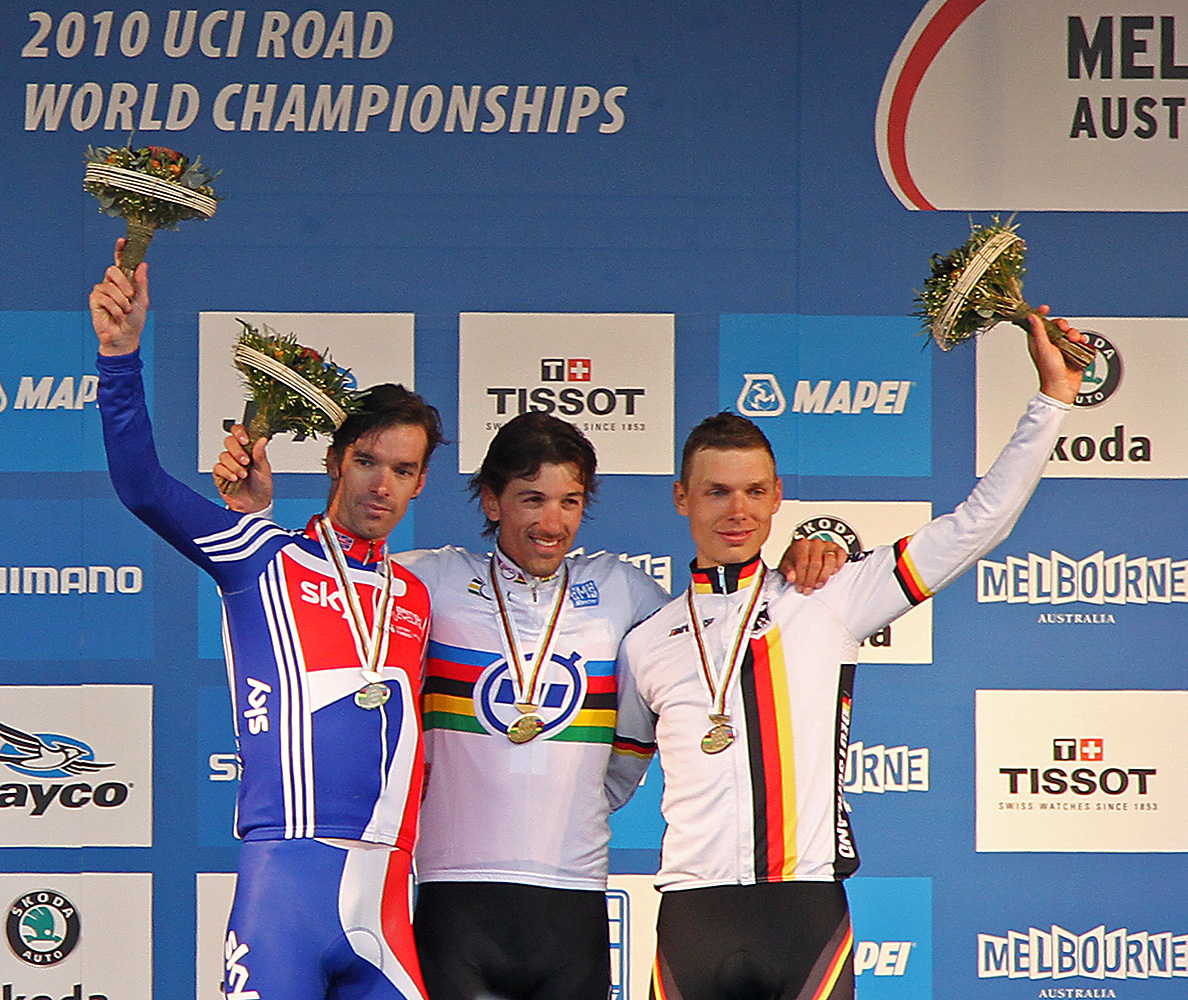
Millar sul podio ai campionati del mondo 2010

Nel luglio del 2004, sull'onda dello scandalo doping che coinvolge la Cofidis, ammette durante un interrogatorio a Parigi di aver fatto ricorso a pratiche dopanti tra il 2001 e il 2004, nella fattispecie di aver assunto Eprex, farmaco a base di EPO. Ciò gli costa, nel settembre dello stesso anno, la perdita del titolo mondiale a cronometro 2003, che viene così assegnato all'australiano Michael Rogers, giunto secondo, ed una squalifica di due anni, con decorrenza al 23 giugno 2006, oltre al licenziamento dalla squadra.
Superato il difficile momento e scontata la squalifica, Millar viene ingaggiato dal team spagnolo Saunier Duval-Prodir, con cui fa il suo rientro alle gare in occasione del Tour de France 2006, chiudendo 58º a oltre 2 ore dal vincitore Óscar Pereiro. In settembre partecipa alla Vuelta a España: qui riesce a tornare al successo, aggiudicandosi la cronometro di Cuenca per pochi centesimi di secondo su Fabian Cancellara. Termina la gara a tappe spagnola in 64ª posizione, a quasi due ore da Aleksandr Vinokurov, ma si guadagna la convocazione per i campionati mondiali di Salisburgo, dove chiude quindicesimo nella gara a cronometro e trentacinquesimo nella prova in linea.
Nel 2008 si trasferisce al Team Slipstream-Chipotle e partecipa al Giro d'Italia, concludendolo al 94º posto. L'anno dopo trionfa nella penultima tappa della Vuelta a España, una cronometro di 30 km a Toledo, mentre nel 2010 consegue cinque vittorie, tra cui quella nella cronometro ai Giochi del Commonwealth (nella stessa rassegna è terzo in linea), oltre alla medaglia d'argento nella prova contro il tempo ai mondiali di Melbourne. L'anno dopo partecipa quindi al Giro d'Italia, vestendo per due giorni la maglia rosa di leader e aggiudicandosi la cronometro conclusiva della corsa sulle strade di Milano. In giugno pubblica la sua autobiografia, intitolata Racing Through the Dark.
Nel 2012 vince la dodicesima tappa del Tour de France battendo in uno sprint a due il francese Jean-Christophe Péraud.

## Palmarès

### Strada
- 1997 (Cofidis, una vittoria)

Prologo Tour de l'Avenir (Ploudaniel > Ploudaniel)
- 1998 (Cofidis, tre vittorie)

3ª tappa Driedaagse De Panne (De Panne > De Panne)
Prologo Tour de l'Avenir (Argentré-du-Plessis > Argentré-du-Plessis)
6ª tappa Tour de l'Avenir (Malbuisson > Pontarlier, cronometro)
- 1999 (Cofidis, una vittoria)

Manx Premier Trophy
- 2000 (Cofidis, due vittorie)

1ª tappa, 2ª semitappa Route du Sud (Villeneuve-sur-Lot > Villeneuve-sur-Lot, cronometro)
Prologo Tour de France (Futuroscope > Futuroscope, cronometro)
- 2001 (Cofidis, nove vittorie)

3ª tappa, 2ª semitappa Circuit de la Sarthe (Angers > Belle-Beille, cronometro)
4ª tappa Circuit de la Sarthe (Angers > La Flèche)
Classifica generale Circuit de la Sarthe
Giochi dei piccoli stati d'Europa, Prova a cronometro
4ª tappa, 2ª semitappa Euskal Bizikleta (Abadiño > Hiper Eroski, cronometro)
5ª tappa Giro di Danimarca (Farum, cronometro)
Classifica generale Giro di Danimarca
1ª tappa Vuelta a España (Salamanca, cronometro)
6ª tappa Vuelta a España (Cangas de Onís > Torrelavega)
- 2002 (Cofidis, una vittoria)

13ª tappa Tour de France (Lavelanet > Béziers)
- 2003 (Cofidis, cinque vittorie)

Prologo Driedaagse van West-Vlaanderen (Bellegem, cronometro)
Classifica generale Tour de Picardie
19ª tappa Tour de France (Pornic > Nantes, cronometro)
4ª tappa Vuelta a Burgos (Medina de Pomar, cronometro)
17ª tappa Vuelta a España (Granada > Cordova)
- 2006 (Saunier Duval-Prodir, una vittoria)

14ª tappa Vuelta a España (Cuenca > Cuenca, cronometro)
- 2007 (Saunier Duval-Prodir, tre vittorie)

Prologo Parigi-Nizza (Issy-les-Moulineaux, cronometro)
Campionati britannici, Prova in linea
Campionati britannici, Prova a cronometro
- 2009 (Team Garmin-Slipstream, una vittoria)

20ª tappa Vuelta a España (Toledo, cronometro)
- 2010 (Garmin-Transitions, cinque vittorie)

2ª tappa Critérium International (Porto Vecchio > Porto Vecchio, cronometro)
3ª tappa, 2ª semitappa Driedaagse De Panne - Koksijde (De Panne, cronometro)
Classifica generale Driedaagse De Panne - Koksijde
Giochi del Commonwealth, Prova a cronometro (Delhi)
Crono delle Nazioni
- 2011 (Team Garmin-Cervélo, una vittoria)

21ª tappa Giro d'Italia (Milano, cronometro)
- 2012 (Garmin-Sharp, una vittoria)

12ª tappa Tour de France (Saint-Jean-de-Maurienne > Annonay Davézieux)

#### Altri successi
- 1999 (Cofidis)

Classifica scalatori Volta a la Comunitat Valenciana
- 2000 (Cofidis)

Classifica giovani Circuit de la Sarthe
- 2001 (Cofidis)

Classifica giovani Circuit de la Sarthe
Classifica giovani Giro di Danimarca
- 2003 (Cofidis)

Criterium di Vergt
- 2008 (Team Garmin - Chipotle)

1ª tappa Giro d'Italia (Palermo, cronosquadre)
- 2011 (Team Garmin-Cervélo)

2ª tappa Tour de France (Les Essarts, cronosquadre)

### Pista
- 2006

Campionati britannici, Inseguimento individuale

## Piazzamenti

### Grandi Giri
- Giro d'Italia

2008: 94º
2009: ritirato (15ª tappa)
2010: ritirato (13ª tappa)
2011: 99º
2013: ritirato (14ª tappa)
- Tour de France

2000: 62º
2001: ritirato (10ª tappa)
2002: 68º
2003: 55º
2006: 57º
2007: 67º
2008: 66º
2009: 81º
2010: 155º
2011: 74º
2012: 106º
2013: 113º
- Vuelta a España

2001: 41º
2002: ritirato (15ª tappa)
2003: 102º
2006: 64º
2009: 79º
2010: 106º
2014: 144º

### Classiche monumento
- Milano-Sanremo

2003: 24º
2004: 129º
2007: 71º
2008: 99º
2010: 105º
2012: 110º
2013: ritirato
2014: ritirato
- Giro delle Fiandre

2007: ritirato
2010: 32º
2014: ritirato
- Parigi-Roubaix

2000: ritirato
2010: ritirato
2014: 113º
- Liegi-Bastogne-Liegi

2000: ritirato
2001: ritirato
2008: 89º
- Giro di Lombardia

2002: ritirato
2006: non partito

### Competizioni mondiali
- Campionati del mondo

Forlì 1995 - In linea Juniores: 46º
San Sebastián 1997 - Cronometro Elite: 20º
San Sebastián 1997 - In linea Elite: ritirato
Lisbona 2001 - Cronometro Elite: 2º
Lisbona 2001 - In linea Elite: ritirato
Zolder 2002 - Cronometro Elite: 6º
Zolder 2002 - In linea Elite: ritirato
Hamilton 2003 - Cronometro Elite: squalificato
Hamilton 2003 - In linea Elite: 86º
Salisburgo 2006 - Cronometro Elite: 15º
Salisburgo 2006 - In linea Elite: 35º
Stoccarda 2007 - Cronometro Elite: 18º
Stoccarda 2007 - In linea Elite: 53º
Varese 2008 - Cronometro Elite: 9º
Varese 2008 - In linea Elite: ritirato
Mendrisio 2009 - In linea Elite: ritirato
Melbourne 2010 - Cronometro Elite: 2º
Melbourne 2010 - In linea Elite: ritirato
Copenaghen 2011 - Cronometro Elite: 7º
Copenaghen 2011 - In linea Elite: 114º
Toscana 2013 - Cronosquadre Elite: 8°
Ponferrada 2014 - In linea Elite: ritirato
- Giochi olimpici

Sydney 2000 - Cronometro: 16º
Londra 2012 - In linea: 108º